# Akarnanien

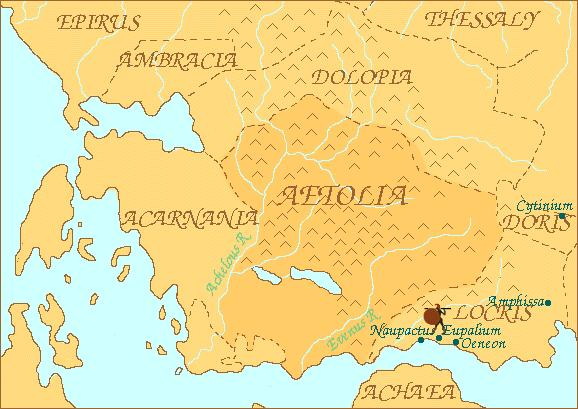
Det antika landskapet Akarnanien

Akarnanien var det nordvästligaste landskapet i antikens Grekland. Vid dess västra kust ligger ön Leukas, förr i tiden förenad med fastlandet genom ett näs, som redan i forntiden genomgrävdes av befolkningen. Akarnaniens invånare hade aldrig någon djupare inverkan på det övriga Greklands öden. Sitt namn, akarnaner, lär de ha fått efter Alkmaions son Akarnan, som skall ha koloniserat landet. Bland forntida städer må nämnas Aktion på udden med samma namn.
Arkanien bildar numera tillsammans med Aitolien prefekturen Aitolien och Akarnanien.